# Kondemnering
|  | Sammenskrivningsforslag Artiklen Kondemnation er foreslået føjet ind i Kondemnering. (Siden juni 2022) Diskutér forslaget Kort begrundelse: De to artiklene virker å omhandle svært relaterte temaer |

Kondemnering vil sige at erklære at noget er uanvendeligt og skal kasseres, det bruges især om bygninger der skal nedrives.